# Lista localităților din Elveția - Q
| Localitățile din Elveția - ghid alfabetic A \| B \| C \| D \| E \| F \| G \| H \| I \| J \| K \| L \| M \| N \| O \| P \| Q \| R \| S \| T \| U \| V \| W \| X-Y \| Z Lista parțială a localităților din Elveția - Ultima actualizare: 01.01.2010 |

| Localitățile din Elveția - litera Q Quarten, SG, 2742 \| Quinto, TI, 1094 \| |